# Latagophthirus rauschi
Latagophthirus rauschi är en insektsart som beskrevs av Kim och Emerson 1974. Latagophthirus rauschi ingår i släktet Latagophthirus och familjen sällöss. Inga underarter finns listade i Catalogue of Life.